# Tanya Seghatchian
Tanya Seghatchian (Londra, 19 aprile 1968) è una produttrice cinematografica britannica.

## Biografia
Studia all'Università di Cambridge, dov'era vicepresidentessa dei Footlights.
Dopo un inizio alla BBC, Seghatchian comincia a lavorare alla Heyday Films di David Heyman nel 1997. Durante la sua permanenza lì, finirà per essere determinante nella genesi della serie di film di Harry Potter che farà la fortuna dell'azienda:
Seghatchian rimarrà coinvolta nella produzione della saga anche dopo la fine delle trattative, venendo accreditata come co-produttrice dei primi due film e poi come produttrice esecutiva dei terzo e del quarto.
Nel 2007 ha cominciato a lavorare all'UK Film Council, arrivandovi a capo del fondo per il cinema nel 2010. Nel corso del proprio mandato, ha contribuito a finanziare progetti di successo come Il discorso del re, Bright Star, Fish Tank, In the Loop e Submarine. In seguito alla chiusura del Film Council nel 2011, ne ha supervisionato la fusione col British Film Institute ed è tornata a lavorare in proprio.
Da produttrice indipendente, ha fondato la casa di produzione Apocalypso Pictures col regista Paweł Pawlikowski, che aveva conosciuto alla BBC e di cui ha prodotto i film My Summer of Love e Cold War. Nel 2017 ha fondato Brightstar assieme a John Woodward, con la quale ha prodotto Il potere del cane di Jane Campion.

## Filmografia

### Cinema
- Harry Potter e la pietra filosofale (Harry Potter and the Sorcerer's Stone), regia di Chris Columbus (2001) - co-produttrice
- Harry Potter e la camera dei segreti (Harry Potter and the Chamber of Secrets), regia di Chris Columbus (2002) - co-produttrice
- Harry Potter e il prigioniero di Azkaban (Harry Potter and the Prisoner of Azkaban), regia di Alfonso Cuarón (2004) - produttrice esecutiva
- My Summer of Love, regia di Paweł Pawlikowski (2005)
- Harry Potter e il calice di fuoco (Harry Potter and the Goblet of Fire), regia di Mike Newell (2005) - produttrice esecutiva
- Angel - La vita, il romanzo (Angel), regia di François Ozon (2007) - produttrice esecutiva
- Guida perversa all'ideologia (The Pervert's Guide to Ideology), regia di Sophie Fiennes – documentario (2012) - produttrice esecutiva
- Cold War (Zimna wojna), regia di Paweł Pawlikowski (2018)
- Il potere del cane (The Power of the Dog), regia di Jane Campion (2021)

### Televisione
- The Story of Film: An Odyssey – miniserie TV documentario, 15 puntate (2011) - produttrice esecutiva
- The Crown – serie TV, 21 episodi (2016-2019) - produttrice esecutiva

## Riconoscimenti
- Premio Emmy
  - 2017 – Candidatura alla miglior serie drammatica per The Crown
- BAFTA
  - 2005 – Miglior film britannico per My Summer of Love
  - 2019 – Candidatura al miglior film non in lingua inglese per Cold War
- British Independent Film Award
  - 2018 – Candidatura al miglior film indipendente internazionale per Cold War
- European Film Award
  - 2005 – Candidatura al miglior film per My Summer of Love
  - 2018 – Miglior film per Cold War
- Premio Oscar

2022 – Candidatura al miglior film per Il potere del cane